# Говедар
Говедар је назив за човека чије је занимање било да чува говеда. Ово занимање је постајало још у најранијим временима и данас још постоји у неким областима где је развијено говедарство.

## О занимању
Данас се више не могу видети њиве и поља на којима се налази чопор говеда. Некада су се истеривала из штала и обора говеда, коњи и свиње на испашу. Говеда је тада чувао говедар или кравар. Говедар је обично чувао говеда које припадају другим људима, једном или неколико власника.
Говедар је рано изјутра сокаком дувао у рог и пуцњем великог кожног бича истеривао и скупљао краве и јунад из домаћинстава и изводио их на пашу. Врата обора су отварали старији и деца, а краве са сокака тада улазиле у чопор. Говедар је био врсни познавалац свог чопора који је чувао - знао је сваку краву, знао је која је стеона. У чопору је био и бик, и од њега је остале бранио говедар. Он је знао како са њим поступати, како га кротити.
Говедар није могао сам да чува чопор крава, те је узимао и бојтара, једног или два. Бојтари су били помоћници, млађи од говедара.

### Бикарница
Свако село имало је и бикарницу - место где су се увече са испаше враћали бикови, а којима је бринуо бикарош. Бикароша као и говедара запошљавало је село. Били су смели, мирни и прибрани људи. 